# 藏西黄耆
藏西黄耆（学名：Astragalus webbianus）是豆科黄芪属的植物。分布在巴基斯坦、印度以及中国大陆的西藏等地，生长于海拔4,200米至4,600米的地区，一般生于河边砾石地，目前尚未由人工引种栽培。